# Аркудион
Арку́дион (греч. Αρκούδιον или Αρκούδι от αρκούδα «медведь») — необитаемый остров в Ионическом море. Расположен к северу от Итаки и к югу от Лефкаса и Меганисиона. Входит в общину (дим) Итака в периферийной единице Итака в периферии Ионические острова. Наивысшая точка 136 метров над уровнем моря.

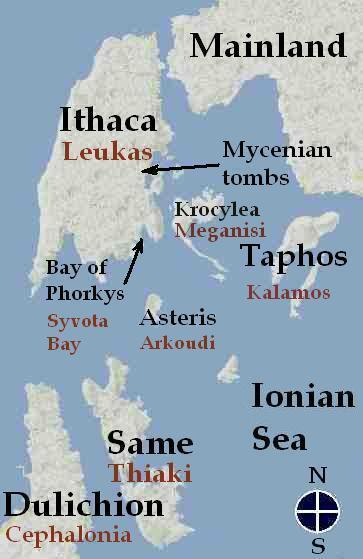
Карта гомеровской Итаки согласно теории Вильгельма Дёрпфельда

Вильгельм Дёрпфельд отождествил Аркудион с гомеровским островом Астер (Астерис, др.-греч. Ἀστερίς), близ которого женихи Пенелопы во главе с Антиноем сидели в засаде, ожидая Телемаха после его возвращения от царя Пилоса Нестора, чтобы убить его. Гомер поместил его в проливе между Итакой и Замом. По Гомеру на острове было два порта (гавани), каждый с двумя входами.